# Koški-Novotimbaevo
Koški-Novotimbaevo (in russo: Кошки-Новотимбаево; in ciuvascio: Кăнна Кушки, Kănna Kuški) è una località rurale (una derevnja) del rajon Tetjušskij, nella Repubblica autonoma del Tatarstan, in Russia. Si trova a 10 chilometri da Tetjuši, che è il centro amministrativo del distretto omonimo; è il centro amministrativo del circondario rurale di Koški-Novotimbaevo.

## Popolazione
La popolazione di 275 persone è principalmente di etnia ciuvascia.